# Петрозаводская типография имени П. Ф. Анохина
Петрозаво́дская типография имени Петра Фёдоровича Анохина — старейшее российское предприятие полиграфической промышленности, основанное в Петрозаводске в 1805 году.

## История
Открыта как Олонецкая губернская типография 11 мая 1805 года в Петрозаводске по инициативе Олонецкого губернатора В. Ф. Мертенса. Печатный станок, литеры, кассы и другие принадлежности были приобретены в Санкт-Петербурге. Первый наборщик Алексей Пирогов прибыл из Санкт-Петербурга. Типография размещалась в деревянном флигеле здания присутственных мест, в ней печатались циркуляры центральных органов власти и постановлений Олонецкого губернского правления. С 1834 года для типографии арендовались частные дома.
С 1838 года в типографии печатается первая в Петрозаводске газета — «Олонецкие губернские ведомости» тиражом 300 экземпляров, документы и бланки губернского правления.
В 1858 году типография переведена в казённый корпус присутственных мест, а в 1865 году в губернаторский дом.
В 1905 году в типографии трудились 50 работников.
В августе 1909 года 17-летний рабочий типографии Пётр Анохин покушался на жизнь агента жандармского управления Д. Иванова, который получил лёгкое ранение. Анохину ввиду несовершеннолетия смертную казнь заменили заключением в Шлиссербургскую крепость с последующей высылкой на каторгу в Сибирь.
В 1918 году типография была национализирована Советской властью.
В 1920 году предприятие переименовано в Областную типографию № 1 Карельской трудовой коммуны. В феврале 1923 года типография присвоено имя Петра Фёдоровича Анохина. К 1940 году в типографии печатались 7 газет, в том числе 2 еженедельные.
В годы Советско-финской войны (1941—1944) оборудование и работники типографии были эвакуированы в Беломорск, где печатались листовки, брошюры, фронтовые газеты.
В послевоенное время типография размещалась в здании на проспекте Карла Маркса в Петрозаводске, которое было уничтожено пожаром в 1957 году.
В 1961 году типография переехала в новое здание на улице Правды, дом 4 в Петрозаводске.
В 1980 году коллектив типографии был награждён Орденом «Знак Почёта». На предприятии были внедрены фотонабор, поточные механизированные линии переплётного цеха, книжный офсет. Число работников составляло более 600 человек.
В 1994 году внедрена печать газет офсетным способом.
В 1996 году типография получила статус государственного унитарного предприятия. Призёр международного конкурса «Золотой Меркурий» (Париж, 1997).
В конце 1990-х годов в типографии печаталось более 50-ти наименований газет, выпуск книжной продукции составлял более 24 млн листов-оттисков, проведена компьютеризация допечатных процессов, внедрена полноцветная печать на современном оборудовании. Призёр международного конкурса «World Quality Commitement International Star Award» (Мадрид, 2000).
21 декабря 2007 года предприятие преобразовано в открытое акционерное общество.
В марте 2011 года государственный пакет акций типографии продан на аукционе, предприятие фактически прекратило основную деятельность (официально существует до сих пор). В настоящее время в корпусах типографии размещается строительный гипермаркет.

### Руководители типографии
- Алексей Михайлович Рудницкий
- Иван Иванович Благовещенский
- И. А. Александров
- Г. В. Сихвонен
- Михаил Александрович Титов (1938—1940)
- Г. А. Фомин
- И. А. Карачев
- Юрий Соломонович Гольденберг (до 1985 года)
- Геннадий Аркадьевич Сосенкин
- Михаил Германович Русаков
- Алексей Викторович Сафонов